# Eddyville, Kentucky
Eddyville är en ort i Lyon County i delstaten Kentucky, USA. År 2000 hade orten 2 350 invånare. Den har enligt United States Census Bureau en area på 20,1 km², varav 2,7 km² är vatten. Eddyville är administrativ huvudort (county seat) i Lyon County. 

## Kända personer från Eddyville
- John Long Routt, guvernör i Colorado 1876-1879 och 1891-1893